# KV5
KV5 ist ein altägyptisches Grabmal im Tal der Könige, das als Grab für einige Söhne von Pharao Ramses II. angelegt wurde. Die Entdeckung der Grabanlage und die im Laufe der Jahre folgenden Ergebnisse der Ausgrabungsarbeiten lösten großes Erstaunen aus. Grab KV5 stellte sich als der bisher größte Bestattungskomplex im Tal der Könige heraus und avancierte seit der Entdeckung des Grabes von Tutanchamun (Grab KV62) zu einer der bedeutendsten Begräbnisstätten an diesem Ort.

## Erforschung
Das Grab wurde mehrmals besucht und untersucht. Die erste Expedition startete 1825 mit James Burton und dann 1902 unter Howard Carter, der KV5 aber nur als „Abladeplatz“ benutzte. Jedoch waren beide Expeditionsgruppen nicht in der Lage, weiter in das Innere einzudringen und sahen folglich nichts, was ungewöhnlich für das Grab gewesen wäre.
Bei dem unter der Leitung von Kent Weeks stehenden Theban Mapping Project sollte das Grab geräumt werden, da man sehen wollte, ob es Schäden durch eine Bebauung in der Nähe geben würde. Von 1987 bis 1994 waren die Arbeiter und der Ägyptologe ahnungslos darüber, was wirklich in der Grabanlage war.
Die Aufräumarbeiten in der Anlage 1995 ergaben, dass noch viele weitere Gänge existierten. Bis zu diesem Zeitpunkt fand man insgesamt 70 Kammern. Dies war eine Entdeckung, die die Welt überraschte und großes Interesse an Ägyptologie erweckte. Bis heute haben weitere Erforschungen tausende von Vasenscherben, Uschebti, Fayenceperlen, Ostraka mit hieratischer Schrift, Glasphiolen, Einlegearbeiten und sogar eine große Statue von Osiris hervorgebracht. Von mindestens sechs Söhnen des Ramses ist bekannt, dass sie in KV5 bestattet waren, jedoch deuten mehr als 20 Darstellungen von Söhnen darauf hin, dass die Anzahl vermutlich größer war.
Weitere Ausgrabungen haben gezeigt, dass das Grab noch größer ist als anfänglich vermutet. Bis 2006 wurden 121 Räume und Kammern entdeckt. Aufgrund der symmetrischen Struktur werden jedoch 150 oder mehr Kammern erwartet. Damit ist KV5 das größte Grab im Tal der Könige. Die Erforschung des Grabmals wird immer noch fortgeführt.

## Architektur

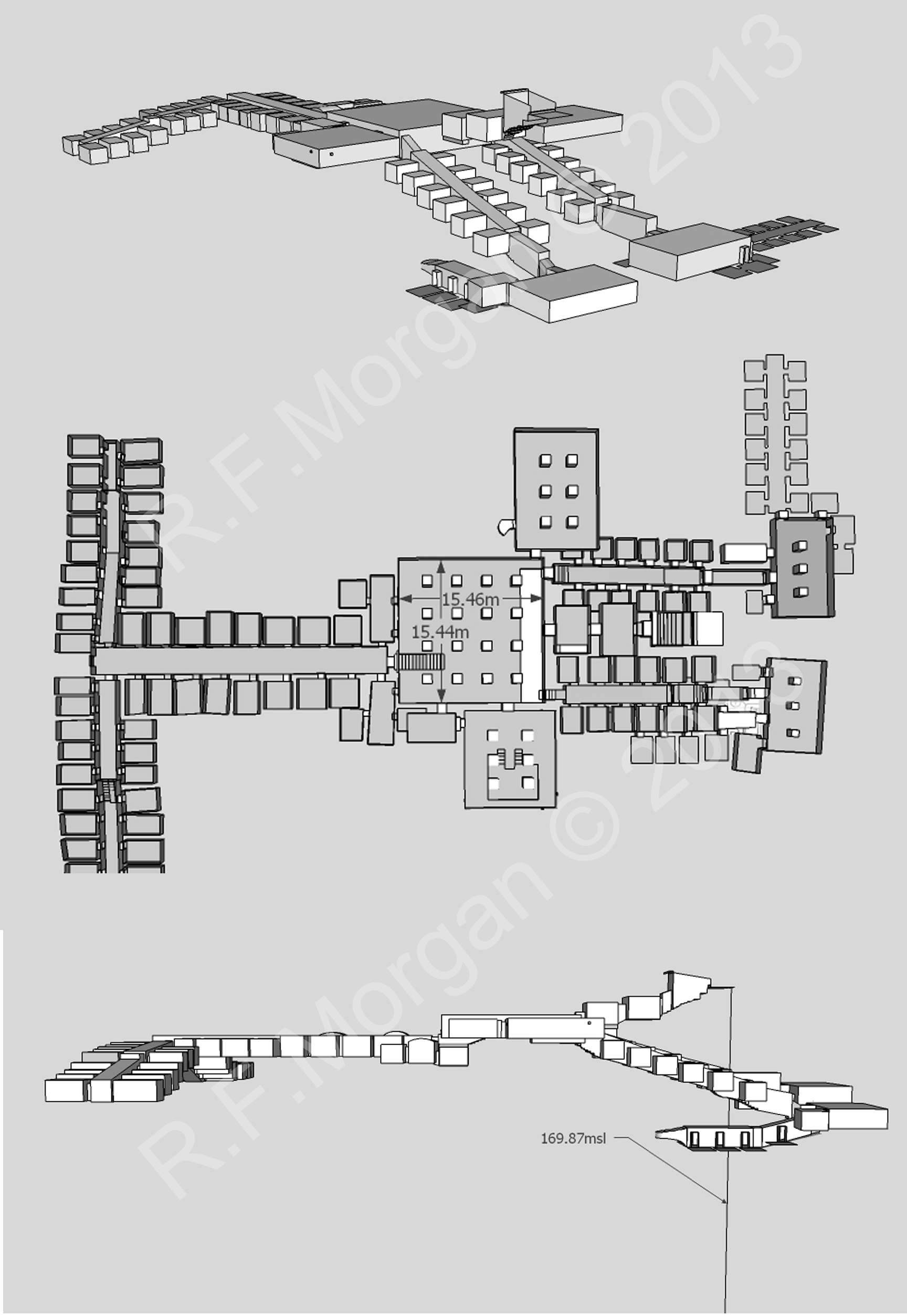
Isometrische Darstellung, Grundriss und Schnittzeichnung des Grabes
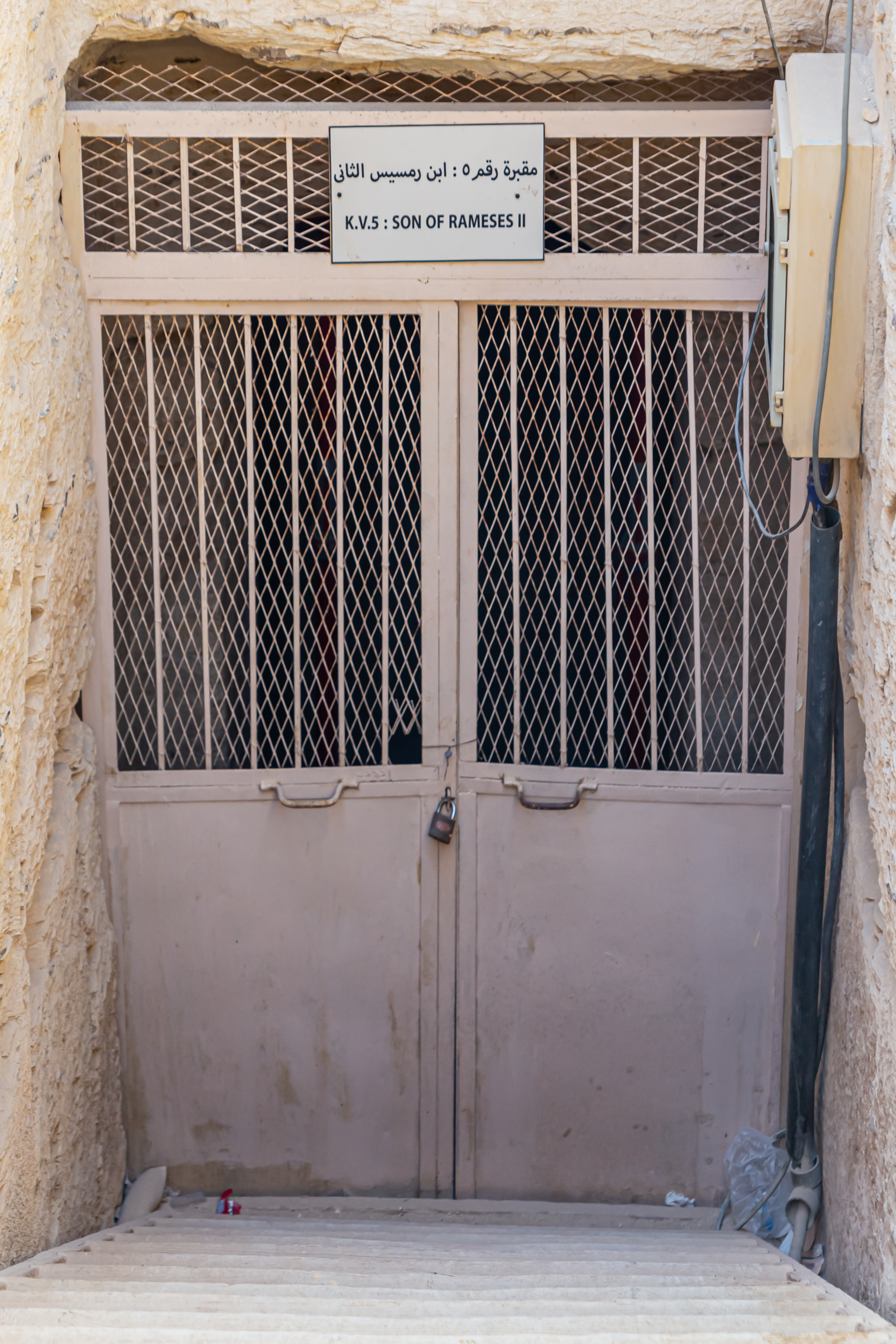
Eingang zum Grab KV5

KV5 hat eine für ein ägyptisches Grab unverwechselbare Struktur. Kent Weeks nimmt an, dass die Anlage des Grabes in der späten 18. Dynastie begonnen wurde. Zu dieser Zeit bestand es noch aus zwei Kammern und einem Querraum mit vier Pfeilern. Ramses II. scheint es dann usurpiert zu haben und den Querraum zu einer großen quadratischen Halle mit 4 × 4 Pfeiler ausbauen zu lassen. Die 15 × 15 Meter große Halle bildet das Zentrum des Grabkomplexes und ist sowohl in ihrer Größe als auch in der Anzahl der Pfeiler einzigartig im Tal der Könige. Von dieser gehen viele weitere Nebenkammern ab. Einige weisen eine für die Ramessidenzeit typische gewölbte Decke auf.
Östlich der Pfeilerhalle schließt sich eine lange T-förmige Erweiterung an, die viele kleinere Seitenkammern enthält. In der Mitte des Tals ist in den Fels eine Darstellung des Totengottes Osiris eingehauen, jeweils links und rechts gehen zwei 20 Meter lange Korridore ab, die weitere Kammern enthalten. Jede der Kammern ist zirka 3 × 3 Meter groß, es finden sich an jeder T-Seite 16 Stück, womit in diesem Bereich folglich insgesamt 48 Seitenkammern vorhanden sind. Da die Türöffnungen für die Aufnahme der Steinsarkophage zu eng waren, dienten sie aller Wahrscheinlichkeit nach nicht als Grabkammern – wie oftmals irrtümlich angenommen wird –, sondern vermutlich als Opferkammern. An den Enden der abfallenden Seitenkorridore führen bisher noch nicht endgültig freigelegte Treppen vermutlich zu weiteren Räumen auf tieferer Ebene.
Auf der Westseite der Säulenhalle wurden im Herbst 1996 zwei zusätzliche Passagen entdeckt, die weitere Kammern enthalten und in einem Winkel von 35 ° in Richtung des Grabes von Ramses II. hinabführen. Mehrschichtige Gipsfußböden im Bereich der Säulenhalle und einer nördlichen Seitenkammer deuten auf die Existenz mehrerer Räume darunter hin.